# Brusznik (Macedónia)
Brusznik (macedónul: Брусник) település Észak-Macedóniában, a Pelagonijai körzet Bitolai járásában.

## Népesség
| Lakosok száma | 964  | 959  | 898  | 783  | 790  | 387  | 320  | 241  | 190  |
|               | 1948 | 1953 | 1961 | 1971 | 1981 | 1991 | 1994 | 2002 | 2021 |

2002-ben 241 lakosa volt, akik közül 240 macedón és 1 szerb nemzetiségű.